# Charles Thompson, 1. Baronet

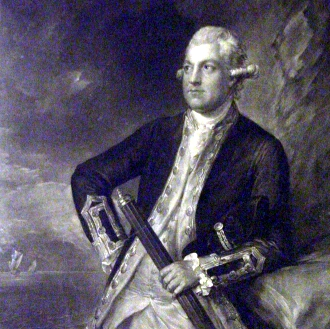
Sir Charles Thompson, 1. Baronet

Wappen des Sir Charles Thompson, 1. Baronet

Sir Charles Thompson, 1. Baronet (* um 1740; † 17. März 1799 in Fareham) war ein britischer Marineoffizier, zuletzt im Rang eines Vice-Admiral of the Red.

## Leben
Thompson ist wohl ein illegitimer Sohn des Politikers Norborne Berkeley, 4. Baron Botetourt. Seine Mutter war Margaret Thompson aus Edinburgh. Sein Vater griff ihm während seiner Karriere in der Royal Navy mehrfach unter die Arme.
Thompsons erste Erfahrungen in der Seefahrt sammelte er in seiner frühen Jugend auf einem Handelsschiff. 1755, kurz vor dem Ausbruch des Siebenjährigen Krieges, trat er der Royal Navy bei. Im Dezember 1760 legte er erfolgreich sein Offiziersexamen ab, wurde im Januar 1761 in den Rang eines Lieutenant befördert und erhielt den Dienstposten als Fifth Lieutenant auf dem Linienschiff Arrogant, mit dem er zunächst im Ärmelkanal und dann im Mittelmeer diente. Nach Kriegsende 1763 diente er bis 1768 auf der Sloop Cygnet in British America. 1770 wurde er First Lieutenant auf dem Linienschiff Salisbury und erhielt ein Jahr später das Kommando über die Sloop Senegal. Wenig später wurde er zum stellvertretenden Kapitän der Mermaid. Im Februar 1771 wurde er zum Commander und im März 1772 zum Captain befördert. Er befehligte mehrere Schiffe in Westindien und war im Amerikanischen Unabhängigkeitskrieg 1781 an der Seeschlacht vor der Chesapeake Bay beteiligt. Im April 1794 wurde er zum Rear-Admiral und im Juni 1795 zum Vice-Admiral befördert. Während der Koalitionskriege diente er erneut in Westindien, unter anderem 1797 in der Seeschlacht bei Kap St. Vincent. Für seine Verdienste in der Schlacht wurde ihm am 23. Juni 1797 in der Baronetage of Great Britain der erbliche Adelstitel Baronet, of Virkees in the County of Sussex, verliehen, er zerstritt sich aber mit seinem Vorgesetzten Admiral John Jervis, da er während der Schlacht ein Angriffssignal von Jervis ignoriert hatte. Nachdem Thompson Jervis einige Monate später dafür kritisierte, dass dieser an einem Sonntag (dem 9. Juli 1797) vier Meuterer hatte hinrichten lassen, veranlasste dieser seine Versetzung zu einem Kommando vor Brest. Nachdem er noch einige Zeit in Europa gedient hatte, ging er wegen schlechter Gesundheit in den Ruhestand und wurde anlässlich seiner Pensionierung am 14. Februar 1799 zum Vice-Admiral of the Red befördert. Kurz darauf verstarb er.
Von 1796 war er als Abgeordneter für das Borough Monmouth in Wales Mitglied des britischen House of Commons und hatte dieses Mandat bis zu seinem Tod inne. Aufgrund seiner häufigen Ortsabwesenheit trat er im Parlament kaum in Erscheinung.

## Ehe und Nachkommen
Charles Thompson heiratete 1783 Jane Selby (1766–1833), Erbtochter des Robert Selby, Gutsherr von Bornington bei Edinburgh. Aus dieser Verbindung gingen drei Söhne und zwei Töchter hervor:
- Sir Norbone Charles Thompson, 2. Baronet (1785–1826);
- Charles Robert Thompson (1788–1801);
- Elizabeth Thompson (* 1790);
- Jane Thompson (1794–1815);
- Sir Henry Thompson, 3. Baronet (1796–1868).